# Kazimierz Niedźwiedzki (podpułkownik)
Kazimierz Niedźwiecki vel Niedźwiedzki (ur. 28 lipca 1887 w Marysinie, zm. po 1934) – podpułkownik piechoty Wojska Polskiego, kawaler Orderu Virtuti Militari.

## Życiorys
Urodził się 28 lipca 1887 w majątku Marysin, w powiecie nieświeskim, w rodzinie Kazimierza i Malwiny z domu Smolicz. W 1905, po ukończeniu sześciu klas w rosyjskim gimnazjum w Stołpcach, wrócił do pracy we własnym majątku.
We wrześniu 1914 został wcielony do armii rosyjskiej jako szeregowiec i skierowany do Oranienbaumskiej Szkoły Praporszczyków (ros. Ораниенбаумская школа прапорщиков) w Oranienbaum. Po ukończeniu szkoły, w stopniu chorążego (ros. Прапорщик), został przydzielony do 49 Syberyjskiego Pułku Strzelców (ros. Сибирский 49-й стрелковый полк) . W czasie służby w armii rosyjskiej był trzy razy ranny (między innymi 8 września 1915 ) i raz kontuzjowany. We wrześniu 1917, w stopniu sztabskapitana, został przyjęty do I Korpusu Polskiego w Rosji i przydzielony do 6 Pułku Strzelców Polskich. Jesienią 1918, po likwidacji korpusu, wyjechał do Warszawy.
W 1918 został przyjęty do Wojska Polskiego i przydzielony do Mińskiego Pułku Strzelców, późniejszego 86 pułku piechoty. Latem 1920, w czasie wojny z bolszewikami, dowodził II batalionem pułku. Dowodzony przez niego batalion odznaczył się w walkach pod Nieświeżem. W trzeciej dekadzie lipca przeprowadził kontratak na bolszewików, którzy sforsowali Niemen na odcinku 17 DP i zajęli Wołpę. Śmiałym manewrem odrzucił całą brygadę 11 Dywizji Strzeleckiej. W pierwszej dekadzie sierpnia, w walce pod Brańskiem, „gdzie cała dywizja została przyciśnięta do bagnistej doliny rzeki Nurca, z niezwykłym poświęceniem walcząc w uliczkach miasta, umożliwił olbrzymiej kolumnie dywizji wycofanie się wąską groblą na zachodni brzeg rzeki”. 15 sierpnia został ciężko ranny, gdy „świecąc przykładem osobistego męstwa” prowadził 5. i 6. kompanię do ataku nad rzeką Czarną. 21 grudnia 1920 został zatwierdzony z dniem 1 kwietnia 1920 w stopniu kapitana, w piechocie, w grupie oficerów byłych Korpusów Wschodnich i byłej armii rosyjskiej.
1 czerwca 1921 pełnił służbę w 86 pułku piechoty. 3 maja 1922 został zweryfikowany w stopniu kapitana ze starszeństwem z dniem 1 czerwca 1919 i 510. lokatą w korpusie oficerów piechoty, a jego oddziałem macierzystym był nadal 86 pułk piechoty. 10 lipca 1922 został zatwierdzony na stanowisku pełniącego obowiązki dowódcy batalionu. W 1923 pełnił obowiązki dowódcy batalionu sztabowego. Z dniem 1 listopada 1924 „powrócił ze stanu nieczynnego do służby czynnej z równoczesnym odejściem do oddziału macierzystego”. Z dniem 31 października 1924 został przeniesiony z 86 pp do Korpusu Ochrony Pogranicza na stanowisko I oficera sztabu 2 Brygady Ochrony Pogranicza w Baranowiczach. Od 17 lutego do 1 sierpnia 1926 pełnił obowiązki dowódcy tej brygady w zastępstwie nieobecnego pułkownika Stefana Pasławskiego. 22 lipca 1927 został wyznaczony na stanowisko dowódcy 6 batalionu granicznego. Następnie dowodził 27 batalionem odwodowym. 26 stycznia 1928 awansował na podpułkownika ze starszeństwem z dniem 1 stycznia 1928 i 68. lokatą w korpusie oficerów piechoty. 12 marca 1929 został przeniesiony z KOP do 16 pułku piechoty w Tarnowie na stanowisko zastępcy dowódcy pułku. We wrześniu 1930 został zwolniony z zajmowanego stanowiska, z zachowaniem dotychczasowego dodatku służbowego, a na jego miejsce został wyznaczony major dyplomowany Jerzy Płatowicz-Płachta. Z dniem 31 stycznia 1931 został przeniesiony w stan spoczynku. W 1934 pozostawał w ewidencji Powiatowej Komendy Uzupełnień Baranowicze. Posiadał przydział do Oficerskiej Kadry Okręgowej Nr IX. Był wówczas „przewidziany do użycia w czasie wojny”. W ramach osadnictwa wojskowego otrzymał 44 ha ziemi w Żuchowiczach, w gminie Żuchowicze powiatu stołpeckiego, gdzie mieszkał i prowadził gospodarstwo rolne.
Był żonaty, miał córkę Krystynę (ur. 18 lipca 1930).

## Ordery i odznaczenia
- Krzyż Srebrny Orderu Wojskowego Virtuti Militari nr 3588[1][32][3][33]
- Krzyż Walecznych czterokrotnie[34][35]
- Amarantowa wstążka[1]
- Złoty Krzyż Zasługi – 7 listopada 1928 „za zasługi w służbie granicznej”[36]
- Krzyż Zasługi Wojsk Litwy Środkowej – 3 marca 1926[37][38]
- Medal Pamiątkowy za Wojnę 1918–1921[34]
- Medal Dziesięciolecia Odzyskanej Niepodległości[34]
- Medal Zwycięstwa[34]
- Odznaka za Rany i Kontuzje z jedną gwiazdką[39]
- Order Świętego Stanisława 3 stopnia z mieczami i kokardą – 25 maja 1916[6]

7 października 1935 Komitet Krzyża i Medalu Niepodległości odrzucił wniosek o nadanie mu tego odznaczenia „z powodu braku pracy niepodległościowej”.